# High Springs
High Springs – miasto w Stanach Zjednoczonych, w stanie Floryda, w hrabstwie Alachua.